# Inferno (Walibi Belgium)
Inferno was een attractie in het Belgische attractiepark Walibi Belgium, te Waver. De attractie werd gebouwd in 1977 en was een van de eerste Enterprises gebouwd door HUSS. De Enterprise werd in 2010 uit het park verwijderd.
De attractie werd niet verkocht aan een ander park, maar gesloopt. Wel werden de gondels van Inferno verhuisd naar G-Force in Walibi Holland.
Afbeeldingen · Geschiedenis van Walibi Belgium